# Dead Letter Office
Albums de R.E.M.
Lifes Rich Pageant
(1986) Document
(1987)
Dead Letter Office est une compilation de B-sides et raretés du groupe R.E.M., parue en 1987. L’album regroupe plusieurs chansons enregistrées durant une période débutant avant Murmur jusqu’à Lifes Rich Pageant, chutes de studio ou faces-B de singles. De nombreuses chansons sont des reprises indiquant les influences et les goûts musicaux assez variés du groupe : trois sont du Velvet Underground, une de Pylon, une d’Aerosmith et une de Roger Miller.
Le guitariste Peter Buck a rédigé dans un style souvent auto-dépréciatif et humoristique les notes de pochette pour chacune des chansons.
À l’origine, l’album contenait 15 chanson sur vinyle et cassette, mais le EP Chronic Town EP de 1982 a été rajouté sur l’édition CD.
Dead Letter Office s’est classé à l’époque 52e aux États-Unis et 60e au Royaume-Uni.

## Titres
Toutes les chansons sont de Bill Berry, Peter Buck, Mike Mills et Michael Stipe, sauf là où c’est indiqué.
1. Crazy (Randy Bewley, Vanessa Briscoe, Curtis Crowe, Michael Lachowski) – 3:03
  - B-side de Driver 8 7 inch & Wendell Gee 7 & 12 inch
2. There She Goes Again (Lou Reed) – 2:50
  - B-side de Radio Free Europe 7 inch
3. Burning Down – 4:12
  - B-side de Wendell Gee 7 & 12 inch
4. Voice of Harold[1] – 4:24
  - B-side de So. Central Rain 12 inch
5. Burning Hell – 3:49
  - B-side de Cant Get There From Here 12 inch
6. White Tornado – 1:55
  - B-side de Superman 7 & 12 inch
7. Toys in the Attic (Steven Tyler, Joe Perry) – 2:28
  - B-side de Fall On Me 12 inch
8. Windout (Jerry Ayers, Berry, Buck, Mills, Stipe) – 1:58
  - Figure sur la B.O.F Le Palace en folie
9. Ages of You – 3:42
  - B-side de Wendell Gee 7 & 12 inch
10. Pale Blue Eyes (Reed) – 2:53
  - B-side de So. Central Rain 12 inch
11. Rotary Ten – 2:00
  - B-side de Fall on Me 7 inch
12. Bandwagon (Berry, Buck, Mills, Lynda Stipe, M. Stipe) – 2:16
  - B-side de Cant Get There From Here 7 & 12 inch
13. Femme Fatale (Reed) – 2:49
  - B-side de Superman 12 inch
14. Walters Theme – 1:32
  - B-side de So. Central Rain 7 inch
15. King of the Road[2] (Roger Miller) – 3:13
  - B-side de So. Central Rain 7 inch
16. Wolves, Lower – 4:10
17. Gardening at Night – 3:29
18. Carnival of Sorts (Boxcars) – 3:54
19. 1,000,000 – 3:06
20. Stumble – 5:40

Les titres 16–20 constituait à l’origine le EP Chronic Town.

### Réédition en CD The IRS Years
Le 26 janvier 1993, EMI (qui gère les droits du label I.R.S) réédite Dead Letter Office avec deux titres bonus :
1. Gardening at Night (Acoustic version)
2. All the Right Friends

## Classements
Album
| Année | Classement        | Position         |
| ----- | ----------------- | ---------------- |
| 1987  | The Billboard 200 | 52 (14 semaines) |
| 1987  | UK Albums Chart   | 60 (2 semaines)  |

Single
| Année | Single      | Classement                       | Position |
| ----- | ----------- | -------------------------------- | -------- |
| 1987  | Ages of You | Billboard Mainstream Rock Tracks | 39       |